# Байори
- Байори-Малі (пол. Bajory Małe, нім. Klein Bajohren) — село в Польщі, у гміні Сроково Кентшинського повіту Вармінсько-Мазурського воєводства.
- Байори-Великі (пол. Bajory Wielkie, нім. Groß Bajohren) — село в Польщі, у гміні Сроково Кентшинського повіту Вармінсько-Мазурського воєводства.